# Áta, Baranya
Áta este un sat în districtul Pécs, județul Baranya, Ungaria, având o populație de 202 locuitori (2011). 

## Demografie
Componența etnică a satului Áta
     Maghiari (90,86%)
     Croați (4,84%)
     Romi (2,15%)
     Germani (2,15%)
Componența confesională a satului Áta
     Romano-catolici (36,14%)
     Fără religie (21,78%)
     Reformați (6,44%)
     Luterani (2,97%)
     Greco-catolici (1,98%)
     Necunoscută (30,69%)
Conform recensământului din 2011, satul Áta avea 202 locuitori. Din punct de vedere etnic, majoritatea locuitorilor (90,86%) erau maghiari, existând și minorități de croați (4,84%), germani (2,15%) și romi (2,15%). Nu există o religie majoritară, locuitorii fiind romano-catolici (36,14%), persoane fără religie (21,78%), reformați (6,44%), luterani (2,97%) și greco-catolici (1,98%). Pentru 30,69% din locuitori nu este cunoscută apartenența confesională.